# Skänninge stad
Denna artikel handlar om den tidigare kommunen Skänninge stad. För orten se Skänninge.
Skänninge stad var en stad och kommun i Östergötlands län. 

## Administrativ historik
De äldsta spåren av aktivitet i Skänninge härrör från övergången vikingatid/medeltid. Utanför stadstullarna av år 1713 har man påträffat rester av bebyggelse och ett bronsgjuteri. Kulturlagret från den här bosättningen sträcker sig in innanför stadstullarna. Redan på 1000-talet uppfördes två kyrkor på vardera sidan om ån inom stadsområdet. På 1200-talet förstärktes ortens betydelse. 1237 anlades ett dominikanerkonvent, och senare under 1200-talet tillkom ett hopital och ett mynthus.
Staden blev en egen kommun, enligt Förordning om kommunalstyrelse i stad (SFS 1862:14) 1 januari 1863, då Sveriges kommunsystem infördes. Staden inkorporerade vid kommunreformen 1952 Allhelgona landskommun, Bjälbo landskommun och Järstads landskommun. 1971 uppgick Skänninge stad i den nybildade Mjölby kommun.
Staden hade egen jurisdiktion (rådhusrätt) till 1939 för att därefter ingå i Folkungabygdens tingslag.
Stadsförsamling var Sankt Martins församling till omkring 1300 därefter Skänninge församling. Från den 1 januari 1952 hörde staden också till Allhelgona församling, Bjälbo församling och Järstads församling.

### Sockenkod
För registrerade fornfynd med mera så återfinns staden inom ett område definierat av sockenkod 0493 som motsvarar den omfattning staden hade kring 1950.

## Stadsvapnet
Stadsvapnet för Skänninge bygger på en förlaga från 1300-talet. Det moderna vapnet registrerades 1942.
Blasonering: I blått fält en stående naturfärgad madonna med klädnad av silver samt krona och gloria av guld, bärande barnet på vänstra armen och en liljestav av guld i högra handen samt på vardera sidan åtföljd av ett Maria-monogram av guld. Barnet är likaledes naturfärgat med klädnad av silver och gloria av guld.

## Geografi
Skänninge stad omfattade den 1 januari 1952 en areal av 75,20 km², varav 74,95 km² land.

### Tätorter i staden 1960
I Skänninge stad fanns tätorten Skänninge, som hade 2 677 invånare den 1 november 1960. Tätortsgraden i staden var då 67,9 procent.

## Näringsliv
Vid folkräkningen den 31 december 1950 var kommunens befolknings huvudnäring uppdelad på följande sätt:
- 33,1 procent av befolkningen levde av jordbruk med binäringar
- 32,1 procent av industri och hantverk
- 17,5 procent av handel
- 6,6 procent av offentliga tjänster m.m.
- 5,1 procent av samfärdsel
- 2,7 procent av husligt arbete
- 2,8 procent av ospecificerad verksamhet.

Av den förvärvsarbetande befolkningen jobbade bland annat 28,9 procent med jordbruk och boskapsskötsel, 17,6 procent med varuhandel och 13,0 procent med metallindustri. 50 av förvärvsarbetarna (3,3 procent) hade sin arbetsplats utanför staden.

## Politik

### Mandatfördelning i valen 1919–1966
| 6 | 8 | 6 |

| 20 |

| 5 | 5 | 10 |

| 20 |

| 5 | 4 | 11 |

| 20 |

| 3 | 1 | 3 | 13 |

| 20 |

| 6 | 5 | 9 |

| 20 |

| 7 | 3 | 4 | 6 |

| 20 |

| 9 | 1 | 3 | 7 |

| 19 |

| 9 | 2 | 3 | 6 |

| 19 |

| 1 | 8 | 1 | 4 | 6 |

| 20 |

| 16 | 5 | 7 | 4 |

| 31 |

| 15 | 4 | 6 | 7 |

| 30 |

| 14 | 6 | 4 | 8 |

| 31 |

|  | 15 | 6 | 4 | 6 |

| 30 |

| 2 | 13 | 6 | 3 |  | 7 |

| 28 |

## Borgmästarei Skänninge stad
| Ämbetstid       | Namn                       | Levnadstid | Övrigt                               |
| --------------- | -------------------------- | ---------- | ------------------------------------ |
| 1376            | Peter Eriksson             |            |                                      |
| 1376            | Hans Djäken                |            |                                      |
| 1377            | Marger Esbjörnsson         |            |                                      |
| 1379            | Peter Köpsven              |            |                                      |
| 1380            | Hans Persson               |            |                                      |
| 1380            | Nils Skänninge             |            |                                      |
| 1407            | Gudvaster Borgarsson       |            |                                      |
| 1414            | Harald Jonsson             |            |                                      |
| 1414            | Sven Folkesson             |            |                                      |
| 1421            | Nisse Olofsson             |            |                                      |
| 1430            | Nils Olofsson              |            |                                      |
| 1439            | Björn Skötte               |            |                                      |
| 1466            | Sven Larsson               |            |                                      |
| 1474            | Thorgils Sonason           |            |                                      |
| 1483-1486       | Bengt Gjordsson            |            |                                      |
| 1492            | Johan Olsson               |            |                                      |
| 1492            | Tyrgils Sonesson           |            |                                      |
| 1492            | Jöns Petersson             |            |                                      |
| 1498            | Sone Gyuthare              |            |                                      |
| 1500            | Amunda Nielsson            |            |                                      |
| 1520            | Matts Olsson               |            |                                      |
| 1520            | Olof Bältare               |            |                                      |
|                 | Harald Jönsson             |            |                                      |
|                 | Hans Henriksson            |            |                                      |
| 1604-1607       | Jöns Larsson               |            |                                      |
| 1604-           | Per Månsson                |            |                                      |
| 1606-1607       | Måns Nilsson               |            |                                      |
| 1605, 1608-1609 | Swen Persson               |            |                                      |
| 1608-1609       | Oluf Markusson             |            |                                      |
| 1612-1614       | Sven Johansson             |            |                                      |
| 1612-1621       | Per Jönsson                | -1658      |                                      |
| 1618-1625       | Jöran Olofsson             |            |                                      |
| 1620-1625       | Anders Jönsson             | 1570-1650  |                                      |
| 1627-1632       | Per Jönsson                | -1658      |                                      |
| 1627-1629       | Anders Jönsson             | 1570-1650  |                                      |
| 1633            | Olof Håkansson             | 1590-1665  |                                      |
| 1633-1649       | Anders Jönsson             | 1570-1650  | Justitieborgmästare                  |
| 1635-1650       | Per Jönsson                | -1658      |                                      |
| 1650-1652       | Daniel Persson             |            | Justitieborgmästare                  |
| 1650-1656       | Lars Nordanväder           | 1604-1664  |                                      |
| 1653-1659       | Olof Håkansson             | 1590-1665  | Justitieborgmästare                  |
| 1659-1680       | Gabriel Hacke              | -1680      | Justitieborgmästare                  |
| 1656-1683       | Hans Pedersson             |            |                                      |
| 1680-1705       | Jonas Wahlberg             | -1705      | Justitieborgmästare                  |
| 1705-1711       | Gustaf Huss                | -1711      |                                      |
| 1712-1727       | Anders Folling             |            |                                      |
| 1731-           | Jonas Follin               | 1698-1741  |                                      |
| 1747-1751       | Fredrich Westerberg        | 1708-1751  |                                      |
| 1753-           | Gustaf Peter Treutiger     | 1718-1769  |                                      |
| 1762-           | Johan Trolle               | 1731-1794  |                                      |
| 1775–1805       | Johan Linzander            | 1745-1812  |                                      |
| 1805-1810       | Michael Wejdling           | 1749-1820  |                                      |
| 1810-1850       | Carl Fredrik Otto Wejdling | 1783-1865  |                                      |
| 1850-1894       | Adolph Napoleon Curman     | 1807-1900  | Tillförordnad borgmästare 1850-1865. |
| 1891-1906       | Nikolaus Rothman           | 1832-1906  | Tillförordnad borgmästare 1891-1901. |
| 1907-1933       | Gunnar Aschan              | 1872-1951  |                                      |
| 1934-1938       | Sune Conradsson Vahlquist  | 1902-1988  | Tillförordnad borgmästare.           |
| 1939-1968       | Thord Osterman             | 1903-1986  | Kommunalborgmästare                  |